# スカイラブ2号
スカイラブ2号 (SL-2。SLM-1とも称される) は、アメリカ合衆国初の宇宙ステーション、スカイラブで行われた最初の有人宇宙飛行である。 サターンIB型ロケットに搭載されたアポロ宇宙船で、3名の宇宙飛行士が軌道上にある実験室に向かった。スカイラブ2号という名称は、計画のために使用された機体のことも指す。2号の飛行士らは人間の宇宙滞在期間の記録を28日間まで更新し、さらに宇宙ステーションに滞在した人間として初めて安全に地球に帰還した。これ以前に行われたステーション飛行は、1971年にソビエト連邦のソユーズ11号がサリュート1号に24日間滞在した例があるのみで、3名の飛行士は帰還の際の事故で死亡していた。
有人のスカイラブの計画番号は正式には「スカイラブ2、3、4号」であるが、番号を指定する際の連絡ミスにより、計画の記章にはそれぞれ「スカイラブI」「スカイラブII」「スカイラブ3」と表記されることとなった。

## 飛行士
| 地位       | 飛行士                                                 |
| ---------- | ------------------------------------------------------ |
| 船長       | ピート・コンラッド (Pete Conrad) 4回目で最後の宇宙飛行 |
| 科学飛行士 | ジョセフ・カーウィン (Joseph P. Kerwin) 唯一の飛行     |
| 飛行士     | ポール・ウェイツ (Paul J. Weitz) 初飛行                |

### 予備搭乗員
| 地位       | 飛行士                                              |
| ---------- | --------------------------------------------------- |
| 船長       | ラッセル・シュウェイカート (Russell L. Schweickart) |
| 科学飛行士 | ストーリー・マスグレイヴ (F. Story Musgrave)        |
| 飛行士     | ブルース・マッカンドレス2世 (Bruce McCandless, II)  |

### 支援飛行士
- ロバート・クリッペン (Robert Crippen)
- ヘンリー・ハーツフィールド (Henry Hartsfield)
- ウィリアム・ソーントン (William E. Thornton)
- リチャード・トゥルーリー (Richard Truly)

## 諸元
- 質量 : 19,979キログラム
- 最大高度 : 440キロメートル
- 飛行距離 : 18,536,730.9キロメートル
- 発射機 : サターンIB型ロケット
- 近地点 : 428キロメートル
- 遠地点 : 438キロメートル
- 軌道傾斜角 : 50°
- 軌道周回時間 : 93.2分
- 暫定的ドッキング : 1973年5月26日 09:56 UTC
- 切り離し : 1973年5月26日 10:45 UTC
- ドッキング時間 : 49分
- 確定的ドッキング : 1973年5月26日 15:50 UTC
- 切り離し : 1973年6月22日 08:58 UTC
- ドッキング時間 : 26日11時間2分

### 船外活動
- ウェイツ – EVA1 – (立ち姿勢での船外活動 – アポロ司令船の搭乗用ハッチから)
- EVA1 開始 : 1973年5月26日 00:40 UTC
- EVA1 終了 :5月26日 01:20 UTC
- 期間 : 40分
- コンラッドおよびカーウィン – EVA2
- EVA2 開始 : 1973年6月7日 15:15 UTC
- EVA2 終了 : 6月7日 18:40 UTC
- 期間 : 3時間25分
- コンラッドおよびウェイツ – EVA3
- EVA3 開始 : 1973年6月19日 10:55 UTC
- EVA3 終了 : 6月19日 12:31 UTC
- 期間 : 1時間36分

## 主要な任務

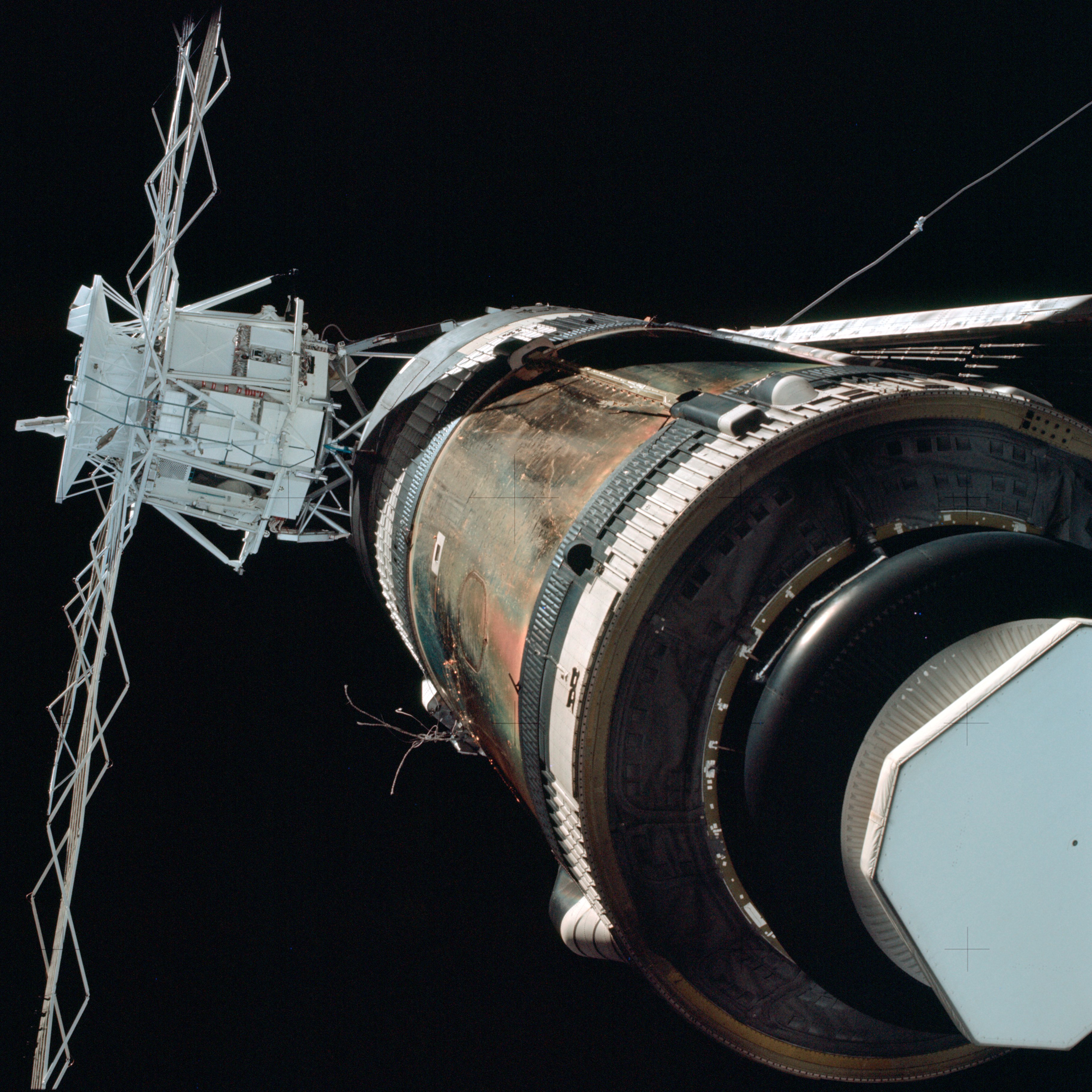
目視点検で撮影された映像

スカイラブ本体は5月14日の発射の際、深刻なダメージを負った。微小隕石保護シールドと主太陽電池板の一つが空気抵抗で脱落し、残った太陽電池板も破片がひっかかって展開できなくなっていた。シールドは太陽熱から機体を守る役割も兼ねていたため、船内の温度が上昇しはじめた。またこの熱でプラスチック類が溶けだし、発生した有毒ガスが搭載されているフィルムや食料を損傷させるおそれも出てきた。第一回飛行の搭乗員は翌5月15日に出発することが予定されていたが、技術者らが考案した修理方法を習得する訓練のために発射は延期された:253–255,259。一方地上の作業員は、船内を呼吸用の酸素と窒素の混合ガスで満たす前に、窒素ガスで4回にわたり浄化した。
5月25日、2号はケネディ宇宙センターの39B発射台から打ち上げられた。サターンIBロケットの発射はほとんど5年ぶりで、また39Bから打ち上げられるのはこれが二度目のことであった。ロケットの燃焼は平常通りに行われるものと思われたが、ほんの一瞬の不具合が生じたため、危うく計画全体がご破算になるところであった。点火の際、サターンロケットに指令信号が送られたとき、機器が誤って電源を内部から外部に切り替える指示を出したのである。これはロケットの推進システムではなく、電気系統を停止させることになるような指令だった。仮にそのような事態になっていたら、サターンIBは電源を失ったままロケットエンジンに点火されていた可能性があった。飛行士を乗せた司令船は緊急脱出用ロケットが作動して本体から切り離され、さらにコントロールを失ったロケット本体は自爆装置が作動して爆破されるという最悪のシナリオが待っていた。だが停止信号が送られた時間は1秒にも満たず、ロケットの電気系統が反応するには時間が短すぎたため、実際には何事も起こらず発射はそのまま進行した。この故障は後にその過程が追跡され、発射台の電気系統には改良が施され、同じような事故が二度と発生しないよう適切な手段がとられた:269。スカイラブに到達すると、コンラッドは アポロ司令・機械船 (Command Service Module, CSM)を操縦してスカイラブの周囲をまわり、損傷の具合を検査した。その後飛行士が食事をしている間に軌道修正をするようなことになるのを避けるため暫定的なドッキングをし、その間地上の管制官は最初の修理の方法について検討した。その後宇宙船はステーションを離れ、コンラッドが引っかかっている太陽電池の横にCSMを移動させた。ウェイツは司令船のハッチから身を乗り出し、太陽電池板を展開させるべく船外活動 (Extra-Vehicular Activity, EVA) でフックのついた長さ10フィート (3メートル) のロープを引っかけた。この間、カーウィンは船内からウェイツの足を押さえていた。この試みは結局失敗し、また作業の間スカイラブは位置を安定させようとしていたため、姿勢制御装置の窒素ガスを相当量消費した。
その後第二回修理作業のため確定的なドッキングを行おうとしたが、ドッキング装置の留め金がうまく作動せず、8回試みた後にようやく成功した。飛行士らは再び宇宙服を着用し、トンネルの中にある司令船の探針装置を取り除き、ステーションの中に入った。彼らは折りたたみ傘のような日よけを、科学機器などを船外に出すための小さな機材放出口から差し出し、展開させた。この修理法はNASAで「ミスター修理屋 (Mr. Fix It)」とあだ名されていたジャック・キンズラー (Jack Kinzler) が考案したもので、彼はこの功績によりNASA功労賞を受賞した。日よけの展開は成功し、船内の温度は安定したレベルまで下降した。
2週間後、コンラッドとカーウィンは第二回のEVAを行い、ようやく引っかかっていた太陽電池を展開し作業室の電力を増加させることに成功した。彼らはこの作業の準備のため、マーシャル宇宙飛行センターの巨大なプールに沈められたスカイラブの模型で潜水訓練を行い、無重力状態での修理作業を体感していた。太陽電池からの電力がなければ第二回、第三回の飛行では主要な科学実験を行えず、またラブの緊急用電源システムは品質が極度に低下しているところであった:271–276。この作業の間、太陽電池板がとつぜん展開したため両名はあやうく船体からはじき飛ばされそうになり、命綱の強度とともに彼らの胆力までが試されることになった。二人は落ち着きを取り戻すと、スカイラブに戻りEVAを終了した。
飛行士らはこの後1ヶ月近くにわたって作業室のさらなる修理作業を実施し、医療実験を行い太陽や地球の科学的データを収集した。実験に費やした時間は総計で392時間に及んだ。またこの飛行では巨大な太陽フレアの発生の過程がアポロ搭載望遠鏡で2分間にわたって追跡され、約2万9000枚の太陽の写真が撮影された:291。宇宙滞在期間は28日間におよび、それまでのアメリカの記録を2倍に更新した。1973年6月22日、飛行は成功裏に終了し、スカイラブ2号は回収船タイコンデロガから9.6キロメートルの太平洋上に着水した。飛行士らは有人宇宙飛行の期間と飛行距離、さらにドッキングした状態における宇宙での総重量で記録を更新し、またコンラッドは宇宙に行ったのは今回が四度目で、米ソ双方において最多 (当時) となった。

## 計画の記章
スカイラブ1の記章は、SF界に深く関わりのある著名な画家ケリー・フレアス (Kelly Freas) がデザインした。ケリーをNASAに推薦したのは、SF作家で編集者でもあるベン・ボーヴァだった。記章は、太陽を背後に抱く地球の上を飛行するスカイラブを描いている。雑誌「アスタウンディング (Analog Science Fiction and Fact)」の記事の中で、フレアスは以下のように述べている。「飛行士たちからの提案の中で、ヒントになったのは『スカイラブから見た日食』というものだった。これはすぐに、いくつかの問題を一挙に解決することが明らかになった。まずそれは、スカイラブの太陽研究という機能を強調するものだった。スカイラブと宇宙船の集合体を、その背後にある大きな円形の地球がきわだたせているイメージが私の中に浮かび上がり、スカイラブと地球の確固とした関係を築き上げることになった。さらにそれは、ちっぽけな記章に良好な視認性を持たせるために必要な、強いコントラストを与えてくれるチャンスにもなった。…地球の雲のパターンはいくつか試してみたが、結局それらは減らして、最も様式化された渦巻きにした。スカイラブと宇宙船の集合体は何度も何度も簡略化し、最終的に黒い姿に白い輪郭を与えたシンプルなものに落ち着いた。」

## 写真

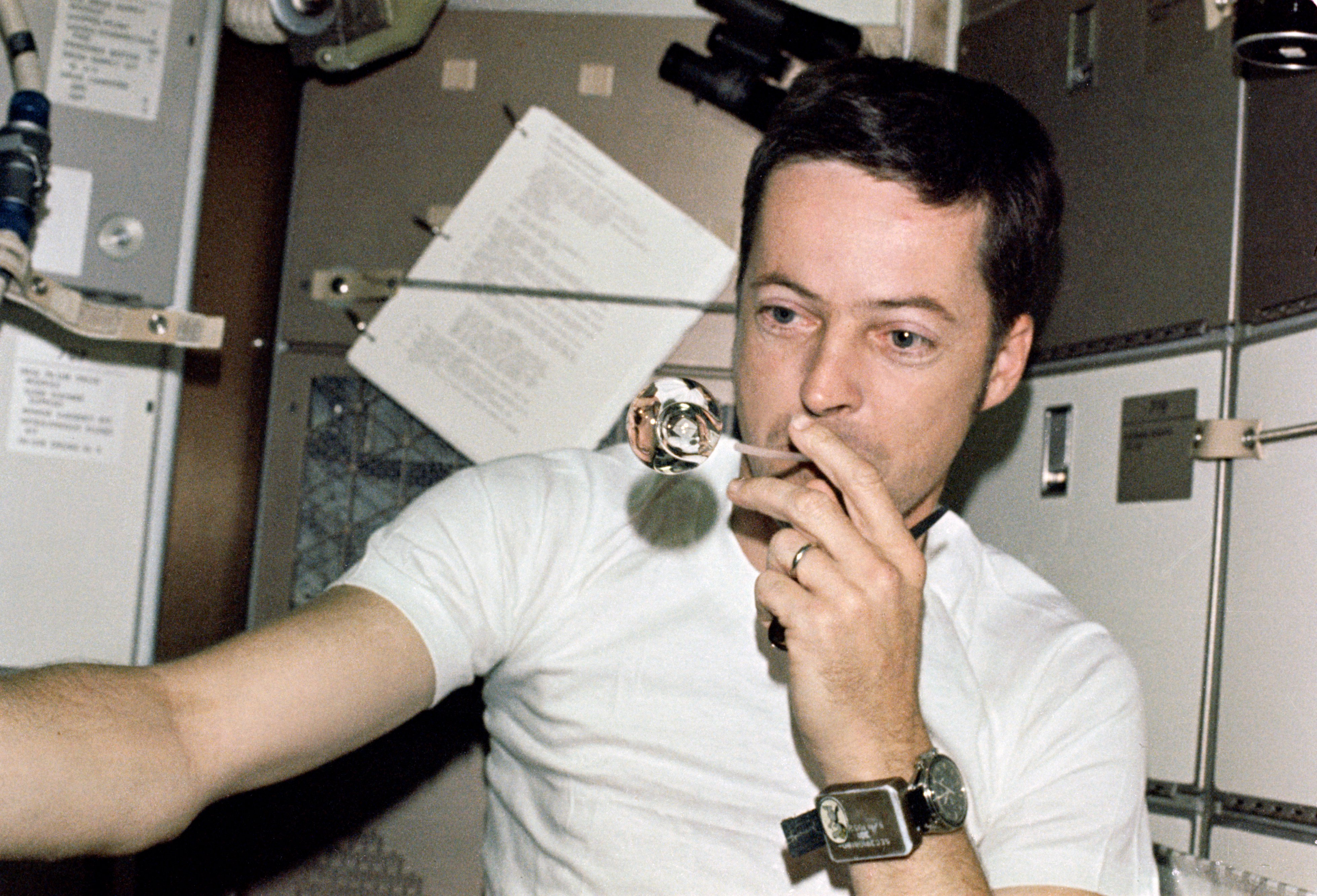
ストローから水滴を吹き出すカーウィン
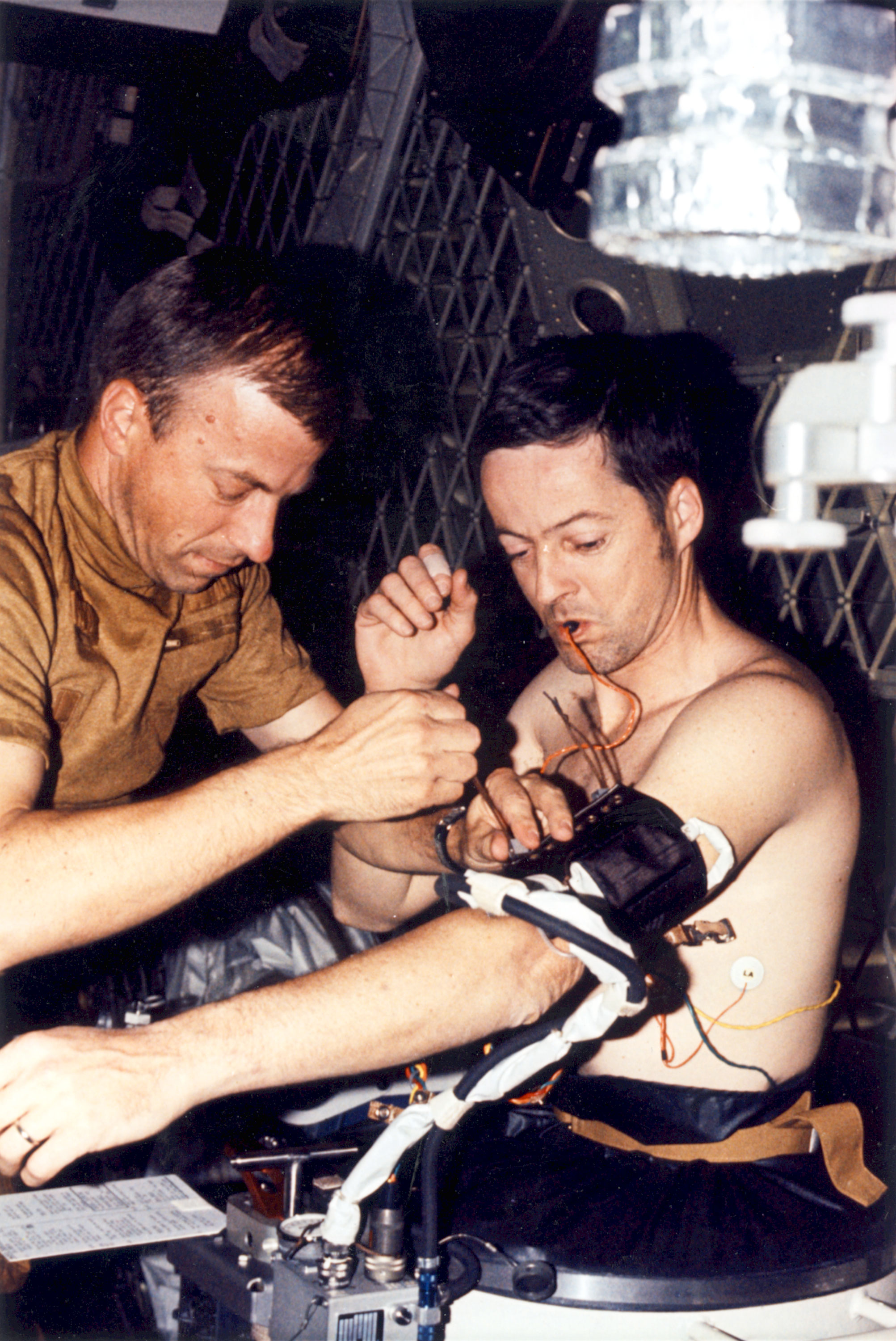
カーウィンの血圧測定を補助するウェイツ
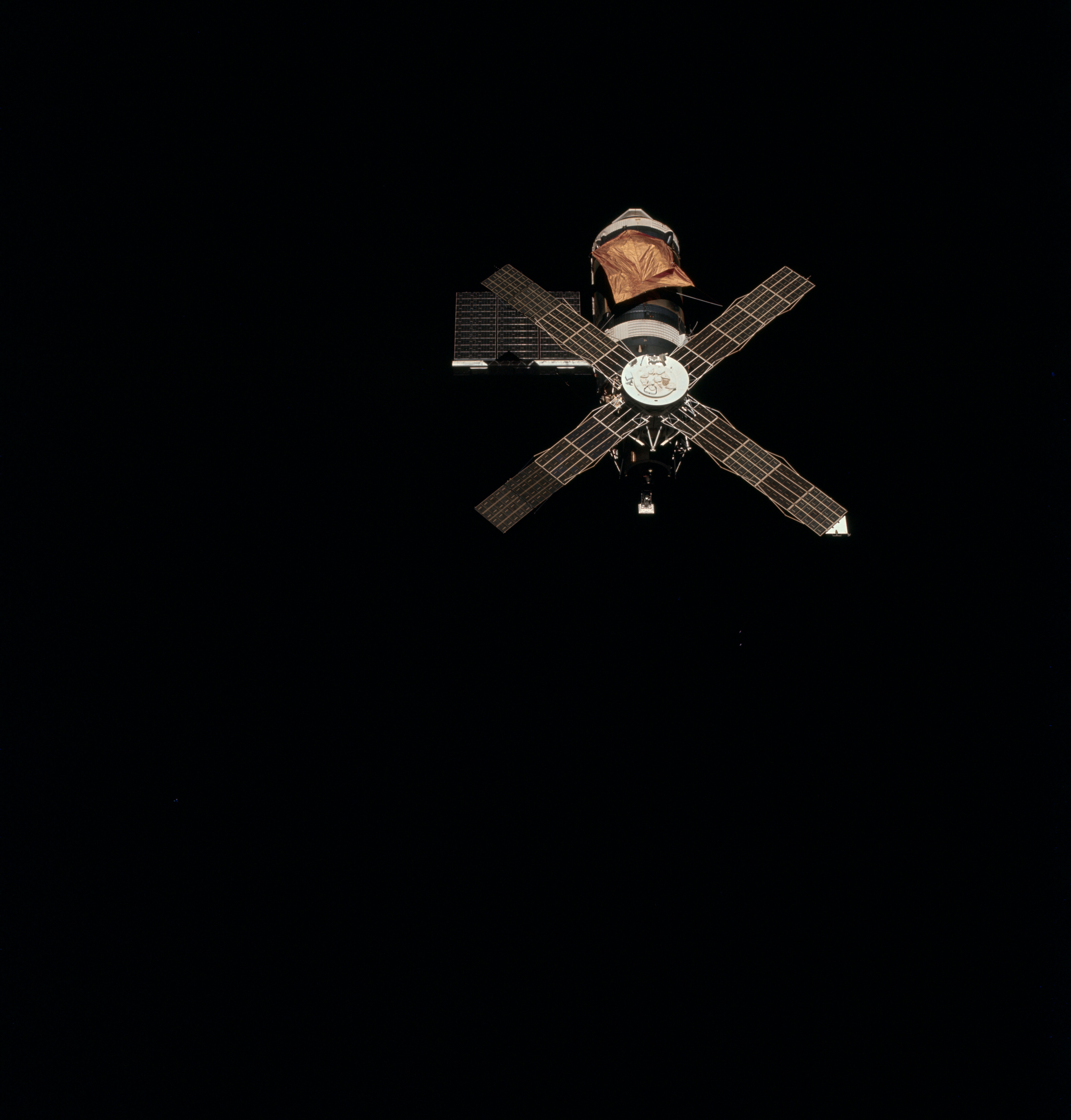
帰還するスカイラブ2号から撮影されたスカイラブ本体

## 宇宙船の現在の状況
飛行士らが搭乗した司令船は、現在はフロリダ州ペンサコーラの国立海軍航空博物館に展示されている。

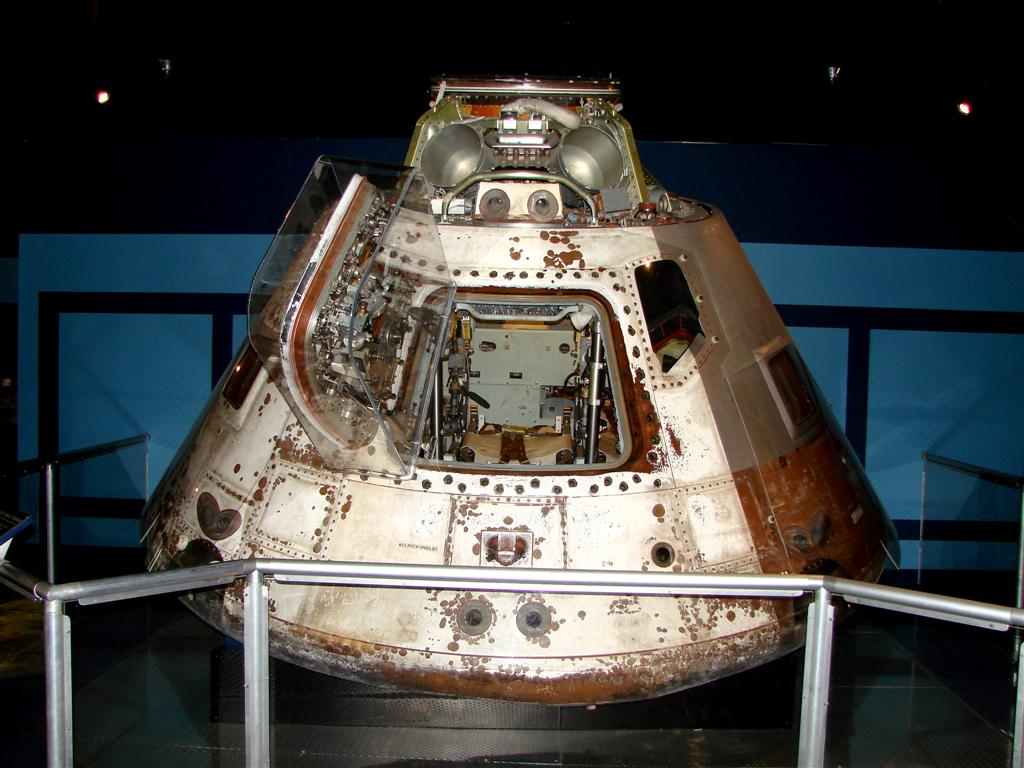
2号司令船
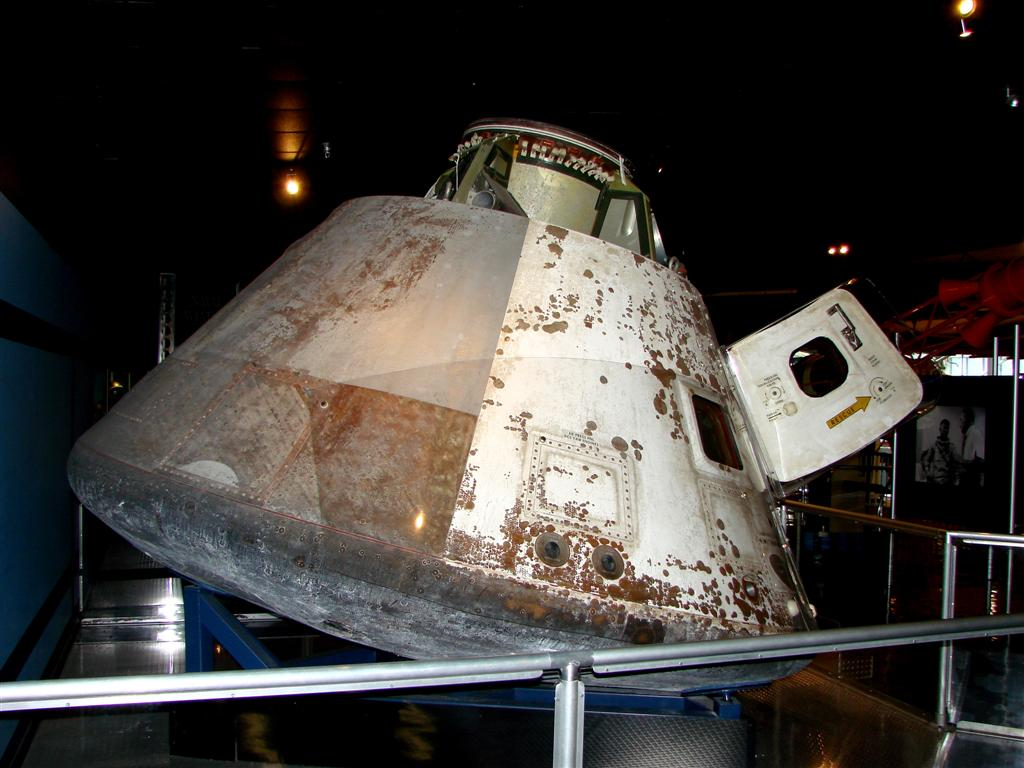
2号司令船
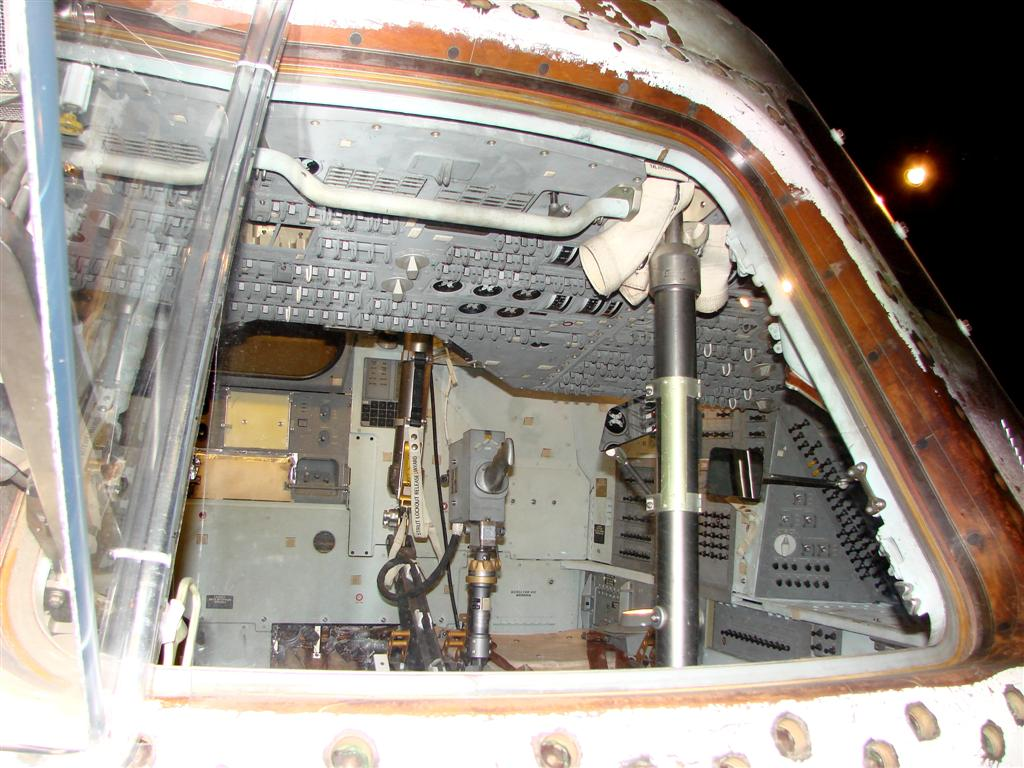
2号司令船内部

## 参照
- 船外活動
- 船外活動のリスト（英語版）
- 着水（英語版）

### マルチメディア
ウィキメディア・コモンズには、スカイラブ2号に関するカテゴリがあります。
- Onboard flight film from the Skylab 2 mission[リンク切れ]